# Jorma Kinnunen
Jorma Vilho Paavali Kinnunen (15. prosince 1941, Pihtipudas – 25. července 2019 Äänekoski) byl finský atlet, který se věnoval hodu oštěpem.
Třikrát reprezentoval na letních olympijských hrách, třikrát se kvalifikoval do finále. V roce 1964 na letních hrách v Tokiu skončil na šestém místě (76,94 m). O čtyři roky později na olympiádě v Ciudad de México získal stříbrnou medaili, když v poslední, šesté sérii poslal oštěp do vzdálenosti 88,58 m. Ve finále byl lepší jen sovětský oštěpař Jānis Lūsis, který hodil 90,10 m.
18. července 1969 vytvořil ve finském Tampere starým typem oštěpu nový světový rekord, jehož hodnota byla 92,70 m . V roce 1971 se umístil na mistrovství Evropy v Helsinkách na pátém místě. O rok později na letních olympijských hrách v Mnichově skončil šestý (82,08 m).
Jeho syn Kimmo byl rovněž oštěpařem.